# 유럽 경제 사회 위원회
유럽 경제 사회 위원회 (-經濟社會委員會, European Economic and Social Committee, EESC)는 1958년 설립된 유럽 연합의 기둥이다. 이 단체는 고용주 단체와 고용자 단체, 그리고 여러 다른 이익을 가진 자들의 대표의 사회적 파트너로 구성되어 있다. 유럽 역내 위원회와 공유하는 EESC의 의석은 브뤼셀에 위치한 델로스 빌딩에 있다. 한 때 EcoSoc라는 약자로 알려졌던 위원회는 국제 연합 산하 기구인 유엔 경제 사회 위원회의 약자와 혼동을 피하기 위해 EESC라는 약자를 쓰고 있다.

## 역할
위원회는 1957년 유럽 공동체를 통한 단일시장을 수립하기 위해 로마 조약을 통해 설립되었다. 위원회의 창설은 유럽 각국에게 유럽 위원회, 유럽 연합 이사회, 유럽 의회와 같은 여러 단체에서 그들의 주장을 들을 수 있게 해주었다. 유럽 경제 사회 위원회는 스스로 유럽과 시민 사회조직 사이의 교량 역할을 하겠다고 선언했다.
위원회는 조약들에 약정된 문제들에 대해 논의하고, 각각의 사건에 대해 어느 입법기구가 적절한 것이 판정하는 것을 위임받았다. 마스트리흐트 조약은 위원회의 영역을 상당히 넓혀주었다. 이 조약을 통해 위원회는 사회 정책, 사회 및 경제적 화합, 환경, 교육, 건강, 관새 보호, 산업, 트란스유럽 네트워크, 간접세 및 구조 기금과 같은 문제들에 대해서도 영향력을 행사한다. 특히 EESC는 유럽 역내 위원회와 협력하며 일하고 있다.
최근에 위원회는 시민 사회의 문제들을 맡고 있으며 모든 분야의 대표들에게 포럼을 개최하며 2개의 상호보완적인 임무를 수행한다.
- 국가적 단계와 유럽 차원의 단계에서 유럽식 벤처 방향으로 민간 사회단체에 관여한다.
- 위원회가 민간 사회 단체와의 구조적인 논의를 성공시키는 비회원국이나 국가단체의 민간 사회 단체의 역할을 키우며, 특히 유럽 연합 가입 희망국, 지중해 협력국, 아프리카, 카리브 해, 태평양 국가, 인도, 중국, 라틴아메리카, 및 브라질과 같은 국가들과 이러한 경험을 통해 상담 기구를 창립하는 것을 촉진한다.

## 회원
현재, 유럽 경제 사회 위원회는 유럽 역내 위원회와 동일하게 350개의 의석을 가지고 있다. 유럽 연합 국가마다의 의원 수는 각국의 인구에 따라 다양해진다. 유럽 경제 사회 위원회의 회원은 똑같은 수의 3개 구성으로 나누어지는데, 각각 고용주, 고용자, 그리고 농부나 고객, 기관과 같은 제3자가 그것이다. 회원들은 유럽 연합 회원국 정부에 의해 지명이 이루어진 이후 의회에 의해 지명된다. 그러니 일단 지명이 된 이후, 회원들은 그들의 정부로부터 완전히 독립적으로 권한을 행사할 수 있다. 위원회의 의장은 2년 6개월의 임기를 가지며, 현재 의장은 조르주 다시이다. 현재 유럽 경제 사회 위원회 사무총장은 루이 플라나이다.
| 회원국 | 국가                                                                           |
| ------ | ------------------------------------------------------------------------------ |
| 24     | 독일, 프랑스, 이탈리아, 영국                                                   |
| 21     | 폴란드, 스페인                                                                 |
| 15     | 루마니아                                                                       |
| 12     | 벨기에, 불가리아, 그리스, 네덜란드, 오스트리아, 포르투갈, 스웨덴, 체코, 헝가리 |
| 9      | 덴마크, 핀란드, 아일랜드, 리투아니아, 크로아티아, 슬로바키아                   |
| 7      | 라트비아, 슬로베니아                                                           |
| 6      | 에스토니아                                                                     |
| 5      | 몰타, 룩셈부르크, 키프로스                                                     |

## 비판
지난 50년 간 유럽 경제 사회 위원회의 역할을 되돌아보는 보고서에서,  C.S. 디미트리우라스는 자크 델로스의 말을 언급하며 1958년부터 2008년까지 사회 위원회가 사회 및 민간 문제에 기여한 것이 매우 놀랍다고 말했다. 디미트리우라스는 "유럽 연합의 입법적 기초에서의 독특한 역할과 그들의 회원제 덕택에, 위원회는 미래에 참여 민주주의를 현실로 만들고, 시민 사회와 유럽 연합 사이의 구조적 대화를 발전시키는 특별한 책임을 가지게 될 것이다."라고 말했다.
비평가들은 유럽 경제 사회 위원회가 그 때 당시에는 의심할 여지 없이 훌륭한 업적을 이루었지만, 이제 이 위원회의 유용성은 수명을 다했고, 위원회가 해체되어야 한다고 분석했다. 현대 유럽 연합은 고문관들로 가득하다고 주장한다. 위원회들은 그들만의 총장이 있고, 유럽 의회 의원들은 그들만의 연구가들이 있으며, 유럽 의회 총회에 참석하는 국가 총리들은 그들만의 고문관과 영구대표위원회가 있다.
유럽 의회의 유럽 보수 및 개혁단체 의장인 데르크 얀 에핑크는 "지난 80여년 간 EESC와 유럽 의회의 예산은 50%나 상승해, 각각 1억 3000만 유로와 8650만 유로를 가지게 되었습니다. 위원회에는 50개의 사무직이 있고, 이들의 수당은 최소 123.89유로이고, 각 위원회의 6명의 사무직은 18만 유로를 법니다."라고 말했다. 그는 유럽 의회와 유럽 경제 사회 위원회가 어떻게 입법 행위에 영향력을 유지하는 지에 대한 정보가 없다고 말하며, 위원회는 시민들의 참여를 독려하는 위임을 충족시킨 적이 없다고 덧붙였다.
EESC는 이러한 비판에 맞서 싸웠다. 당시 의장이었던 스타판 닐손은 "투명성과 사회 발전을 요구하는 자유주의자들이 정치가가 아닌 이들을 위한 단체를 취소하자는 생각만 논의하고 있다는 것은 매우 이상하다."라고 말했다.

## 같이 보기
- 유엔 경제 사회 위원회(ECOSOC)